# Годишњица (филм)
Годишњица (енгл. The Anniversary) је британска црна комедија из 1968. године, са Бети Дејвис у главној улози, чију су глуму критичари похвалили - док је филм добио негативне критике и ниске оцене.

## Радња
Једноока госпођа Тагарт је манипулативна и окрутна жена, чији је муж, угледни архитекта, мртав већ десет година. Сваке године се ипак прославља датум када су се њих двоје венчали, и слављу традиционално присуствују њена три сина: Хенри, који је трансвестит, Тери, који са својом огорченом и језичавом женом и њихово петоро деце жели да се пресели у Канаду, и Том, промискуитетни младић, који сваке године на годишњицу долази са другом девојком, а узрок за то је леп пријем на који те девојке наиђу у кући Тагартових. Од јутра до мрака, зла и бескрупулозна госпођа Тагарт користи дан када је окупила породицу да их подсети да она још увек управља њиховим животима, финансијама, па и будућношћу.

## Улоге
| Глумац            | Улога          |
| ----------------- | -------------- |
| Бети Дејвис       | госпођа Тагарт |
| Џејмс Косинс      | Хенри Тагарт   |
| Џек Хедли         | Тери Тагарт    |
| Кристијан Робертс | Том Тагарт     |
| Шила Хенкок       | Карен Тагарт   |
| Илејн Тејлор      | Ширли Блер     |